# Alf Prøysen
Alf Prøysen (ngày 23 tháng 7 năm 1914 - 23 tháng 11 năm 1970), là một nhà văn và nhạc sĩ từ Na Uy. Prøysen là một trong những nhân vật văn hóa Na Uy quan trọng nhất trong nửa sau của thế kỷ hai mươi, và ông có những đóng góp đáng kể cho văn học, âm nhạc, truyền hình và phát thanh. Ông sinh ra ở Rudshøgda trong Ringsaker. Thời thơ ấu của ông là điển hình cho những người trong tầng lớp husmann; tầng lớp thấp hơn không có đất đai của nông thôn Na Uy. Điều này được phản ánh trong bài hát và những câu chuyện ngắn do ông sáng tác, nơi ông rút ra hình ảnh chân thực, châm biếm và khắc nghiệt của quan hệ giai cấp và cuộc sống hàng ngày ở nông thôn Na Uy.